# Нассер Джига
Нассер Джига (фр. Nasser Djiga, нар. 15 листопада 2002, Бобо-Діуласо) — буркінійський футболіст, захисник англійського клубу «Вулвергемптон Вондерерз» та національної збірної Буркіна-Фасо.

## Клубна кар'єра
Народився 15 листопада 2002 року в місті Бобо-Діуласо. Вихованець футбольної школи клубу «Вітесс» з рідного міста. Дорослу футбольну кар'єру розпочав 2019 року в основній команді того ж клубу, в якій провів два сезони, взявши участь у 40 матчах чемпіонату.
Своєю грою за цю команду привернув увагу представників тренерського штабу швейцарського клубу «Базель», до складу якого приєднався 19 червня 2021 року. 29 липня у відбірному поєдинку Ліги конференцій проти албанського «Партизані» Джига дебютував за основний склад швейцарців, але травмувався під час гри і був змушений вибути на шість тижнів. Він повернувся на поле 19 вересня на матч Кубка Швейцарії проти команди «Роршах-Гольдах» (3:0), а 24 жовтня дебютував у швейцарській Суперлізі у домашній грі на «Сент-Якоб-Парку» проти «Лугано» (2:0), і відіграв усю гру.
Відіграв за команду з Базеля наступний сезон своєї ігрової кар'єри.
Так і не закріпившись в основі «Базеля», 28 серпня 2022 року Джига приєднався до французького клубу другого дивізіону «Нім-Олімпік» на правах оренди до кінця сезону, а на початку вересня 2023 року перейшов у «Црвену Звезду» на правах річної оренди з правом викупу контракту.
3 лютого 2025 року підписав контракт до 2030 року з англійським «Вулвергемптоном».

## Виступи за збірні
2021 року залучався до складу молодіжної збірної Буркіна-Фасо, з якою був учасником молодіжного (U-20) кубок африканських націй. На тому турнірі захисник зіграв у всіх чотирьох матчах за рідну країну, але команда вилетіла в чвертьфіналі.
24 березня 2022 року дебютував в офіційних матчах у складі національної збірної Буркіна-Фасо в товариському матчі проти Косово (0:5), вийшов на заміну замість Стіва Яго на 85-ій хвилині. Чотири дні потому Джига ще раз вийшов на заміну наприкінці гри у товариському матчі в Бельгії (0:3).
| Дата       | Місто       | Господарі    | Результат | Гості        | Турнір                                        | Голи | Примітки  |
| ---------- | ----------- | ------------ | --------- | ------------ | --------------------------------------------- | ---- | --------- |
| 24-3-2022  | Приштина    | Косово       | 5 – 0     | Буркіна-Фасо | товариський матч                              | -    | 85'       |
| 29-3-2022  | Андерлехт   | Бельгія      | 3 – 0     | Буркіна-Фасо | товариський матч                              | -    | 88'       |
| 5-1-2024   | Кіш         | Іран         | 2 – 1     | Буркіна-Фасо | товариський матч                              | -    | 85'       |
| 20-1-2024  | Буаке       | Алжир        | 2 – 2     | Буркіна-Фасо | Кубок африканських націй 2023 - груповий етап | -    | 84' 90+2' |
| 26-3-2024  | Беррешид    | Нігер        | 1 – 1     | Буркіна-Фасо | товариський матч                              | 1    |           |
| 6-6-2024   | Каїр        | Єгипет       | 2 – 1     | Буркіна-Фасо | Відбір до ЧС 2026                             | -    |           |
| 6-9-2024   | Діамніадіо  | Сенегал      | 1 – 1     | Буркіна-Фасо | Відбір до Кубка африканських націй 2025       | -    |           |
| 10-9-2024  | Бамако      | Буркіна-Фасо | 3 – 1     | Малаві       | Відбір до Кубка африканських націй 2025       | -    |           |
| 18-11-2024 | Лілонгве    | Малаві       | 3 – 0     | Буркіна-Фасо | Відбір до Кубка африканських націй 2025       | -    |           |
| 21-3-2025  | Ель-Джадіда | Буркіна-Фасо | 4 – 1     | Джибуті      | Відбір до ЧС 2026                             | -    | 78'       |
| 24-3-2025  | Бісау       | Гвінея-Бісау | 1 – 2     | Буркіна-Фасо | Відбір до ЧС 2026                             | -    |           |
| Усього     |             | Матчів       | 11        |              | Голів                                         | 1    |           |

## Титули і досягнення
- Чемпіон Сербії (1):

«Црвена Звезда»: 2023/24
- Володар Кубка Сербії (1):

«Црвена Звезда»: 2023/24